# Ley Provisional y Segunda Ley de Coordinación de los Estados con el Reich
La Ley Provisional y la Segunda Ley de Coordinación de los Estados con el Reich (en alemán: Vorläufiges Gesetz und Zweites Gesetz zur Gleichschaltung der Länder mit dem Reich) fueron dos leyes promulgadas por el gobierno alemán de Adolf Hitler para ampliar su control sobre los diecisiete estados alemanes (länder). La (Primera) Ley Provisional (31 de marzo de 1933) disolvió todos los landtage (Parlamentos regionales), excepto el de Prusia, y los reconstituyó de acuerdo con los resultados de las recientes elecciones parlamentarias del 5 de marzo de 1933, que habían dado a los nazis y su socio de coalición, el Partido Nacional del Pueblo Alemán (DNVP), la mayoría de los escaños del Reichstag.
La Segunda Ley (7 de abril de 1933) estableció el nuevo y poderoso cargo del Reichsstatthalter (Gobernador del Reich) designado por el gobierno central para tomar efectivamente el control de cada administración estatal. El efecto de estas leyes fue socavar el poder y la influencia de todos los partidos políticos distintos de los nazis y el DNVP, y alejar significativamente a Alemania de ser una república federal y ponerla en el camino de convertirse en un estado unitario.

## Antecedentes

### Federalismo alemán

Estados de la República de Weimar en 1919 (en 1933, Waldeck-Pyrmont se había fusionado con Prusia y el Sarre todavía estaba bajo el mandato de la Sociedad de las Naciones).

Alemania tuvo durante mucho tiempo un sistema de gobierno federal compuesto por numerosos estados independientes. El Imperio alemán (1871-1918) contenía 25 estados de este tipo. Veintidós eran monarquías hereditarias compuestas por cuatro reinos, seis grandes ducados, cinco ducados y siete principados. Además, había tres ciudades-estado (Hamburgo, Bremen y Lübeck) que eran repúblicas. Todos los estados también tenían algún tipo de asamblea representativa, con distintos grados de representación y autoridad popular. Estos iban desde asambleas elegidas libremente que actuaban como verdaderas legislaturas en las repúblicas, hasta representantes de los estamentos en Mecklemburgo.
Tras la Revolución alemana de 1918-1919 y la abolición de las monarquías, se estableció la República de Weimar (1919-1933). Después de cierta consolidación, finalmente estuvo formada por 17 repúblicas, en gran parte denominadas "estados libres", cada una con su propia asamblea popular. La mayoría recibieron el nombre de landtag, pero los de las tres ciudades-estado se denominaron bürgerschaft (literalmente, ciudadanía). Todos estos parlamentos fueron elegidos libremente por sufragio universal y los gobiernos estatales eran responsables ante ellos. Los estados eran en gran medida autónomos en términos de asuntos internos y tenían control sobre asuntos como la educación y el orden público, incluidos la policía y los tribunales.

Hasta 1919, los municipios alemanes también gozaban de una amplia autonomía. Esta autonomía tanto de los municipios como de los länder se vio erosionada por las reformas del Ministro de Finanzas, Matthias Erzberger. El 19 de agosto de 1919, Erzberger informó a los delegados de la Asamblea Nacional sobre sus reformas estructurales:
"Confío en mi posición y quiero dejarla clara: la implementación de una organización fiscal unificada para el Reich será un paso hacia la construcción de un Estado nacional unitario."
Los estados y municipios perdieron su independencia financiera con la aprobación de la Landessteuergesetz (Ley de Impuestos Territoriales) del 30 de marzo de 1920. Tales movimientos hacia un gobierno más central encontraron apoyo entre quienes aspiraban a crear un estado unitario. Había algunos partidarios de esta política en la mayoría de los partidos políticos de la época. Algunos, como el Partido Nazi y el Partido Comunista de Alemania (KPD), incluso abogaban por un gobierno autoritario. Incluso algunos partidos burgueses deseaban acompañar la centralización con un aumento del poder del Reichspräsident (Presidente del Reich).

### Federación para la Renovación del Reich
En 1928 se fundó la Federación para la Renovación del Reich. Esta organización estaba compuesta por varios grupos de interés de industriales, banqueros, agricultores, políticos, administradores, científicos y periodistas. Esta organización coordinadora, presidida inicialmente por el excanciller del Reich Hans Luther, trabajó para establecer un gobierno presidencial autoritario. Una de sus propuestas implicaba una importante reorganización de los estados. En ese momento, Prusia era, con diferencia, el estado más grande, con aproximadamente dos tercios del territorio de Alemania y tres quintos de su población. Para fortalecer el gobierno central frente a los estados, la Federación propuso que todos los estados del norte de Alemania se fusionaran con Prusia para formar un Reichsland gobernado directamente por el gobierno del Reich. Los cuatro estados del sur de Baden, Baviera, Sajonia y Württemberg, donde los sentimientos a favor del federalismo eran más fuertes, seguirían siendo autónomos. Aunque este plan real nunca se implementó, la filosofía detrás de él contribuyó a desarrollos posteriores.

### Golpe de Estado prusiano de 1932
El primer paso importante hacia la abolición del sistema federal alemán se dio el 20 de julio de 1932 con el llamado golpe de Estado prusiano. Utilizando como pretexto el estallido de violencia que tuvo lugar el Domingo sangriento de Altona, el Canciller del Reich Franz von Papen obtuvo el consentimiento del Presidente del Reich Paul von Hindenburg para reemplazar al gobierno socialdemócrata del Ministro-Presidente prusiano Otto Braun mediante la invocación de la política de Reichsexekution. Papen se convirtió en el gobernante de facto de Prusia, con el título de Reichskommissar. Braun siguió siendo el Primer Ministro pero con poco poder; finalmente fue destituido por decreto presidencial el 6 de febrero de 1933. Después del golpe, Papen utilizó su nueva posición de poder para reemplazar a docenas de presidentes policiales y administradores regionales socialdemócratas y liberales en toda Prusia por funcionarios más conservadores y autocráticos. El golpe fue una flagrante violación de la Constitución de Weimar. El golpe de Papen asestó un golpe asombroso a la República al destruir el principio de federalismo, tomar el control del estado más grande y abrir la puerta a una mayor centralización.
En la época de este golpe, se empezó a utilizar el término Gleichschaltung ("coordinación" o "sincronización"), que significaba la abolición de la autonomía de los estados alemanes. El público alemán también utilizó otros términos como Verreichlichung (más o menos "Reichificación") y Unitarisierung ("unitización") para describir esta centralización del poder. Después de que los nazis llegaron al poder, el término Gleichschaltung se amplió para aplicarse al proceso mediante el cual otras instituciones del gobierno y la sociedad también fueron centralizadas y puestas bajo el control del Reich.

### Llegada al poder de Hitler y Ley habilitante
Cuando Hitler fue nombrado canciller del Reich el 30 de enero de 1933, el Partido Nazi tenía el control de sólo cinco de los gobiernos estatales. Hitler percibió que elementos de los estados restantes podrían formar el núcleo de una oposición al gobierno central. Utilizando el incendio del Reichstag como pretexto, el gobierno nazi persuadió al presidente del Reich, Hindenburg, para que emitiera el Decreto del Incendio del Reichstag (28 de febrero de 1933), que restringió significativamente las libertades civiles. Luego pasaron por el Reichstag, en forma de enmienda constitucional, la Ley habilitante (23 de marzo de 1933) que concedía al Canciller y a su gabinete poderes de emergencia para promulgar y hacer cumplir leyes sin la participación del Reichstag durante un período de cuatro años. Habiendo obtenido así un control esencialmente dictatorial del gobierno central, Hitler se dedicó a restringir la independencia de los länder y tomar el control de las instituciones gubernamentales estatales.

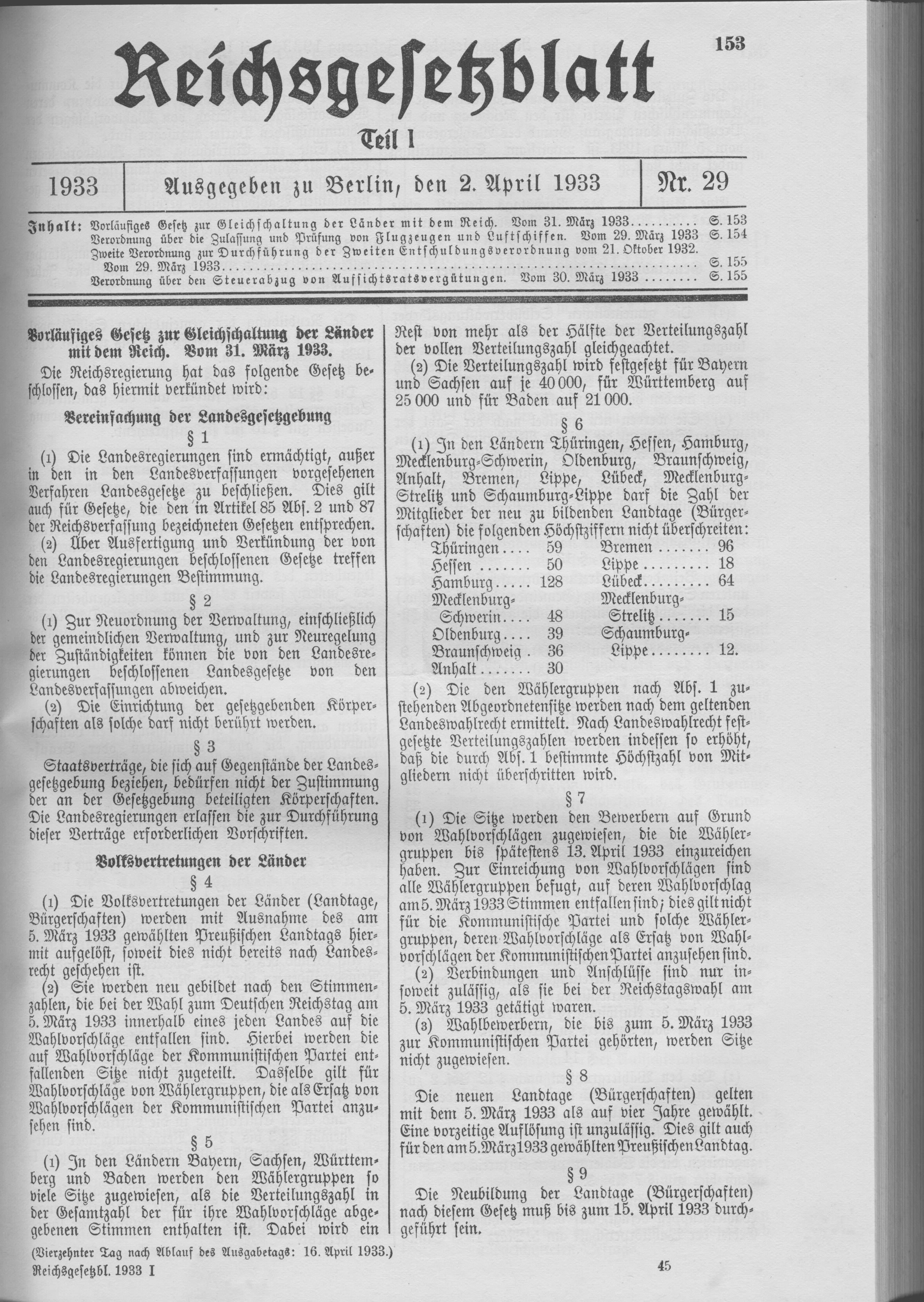
Promulgación de la Ley Provisional de Coordinación de los Estados con el Reich en el Reichsgesetzblatt el 2 de abril de 1933.

## Aprobación de la (primera) Ley Provisional

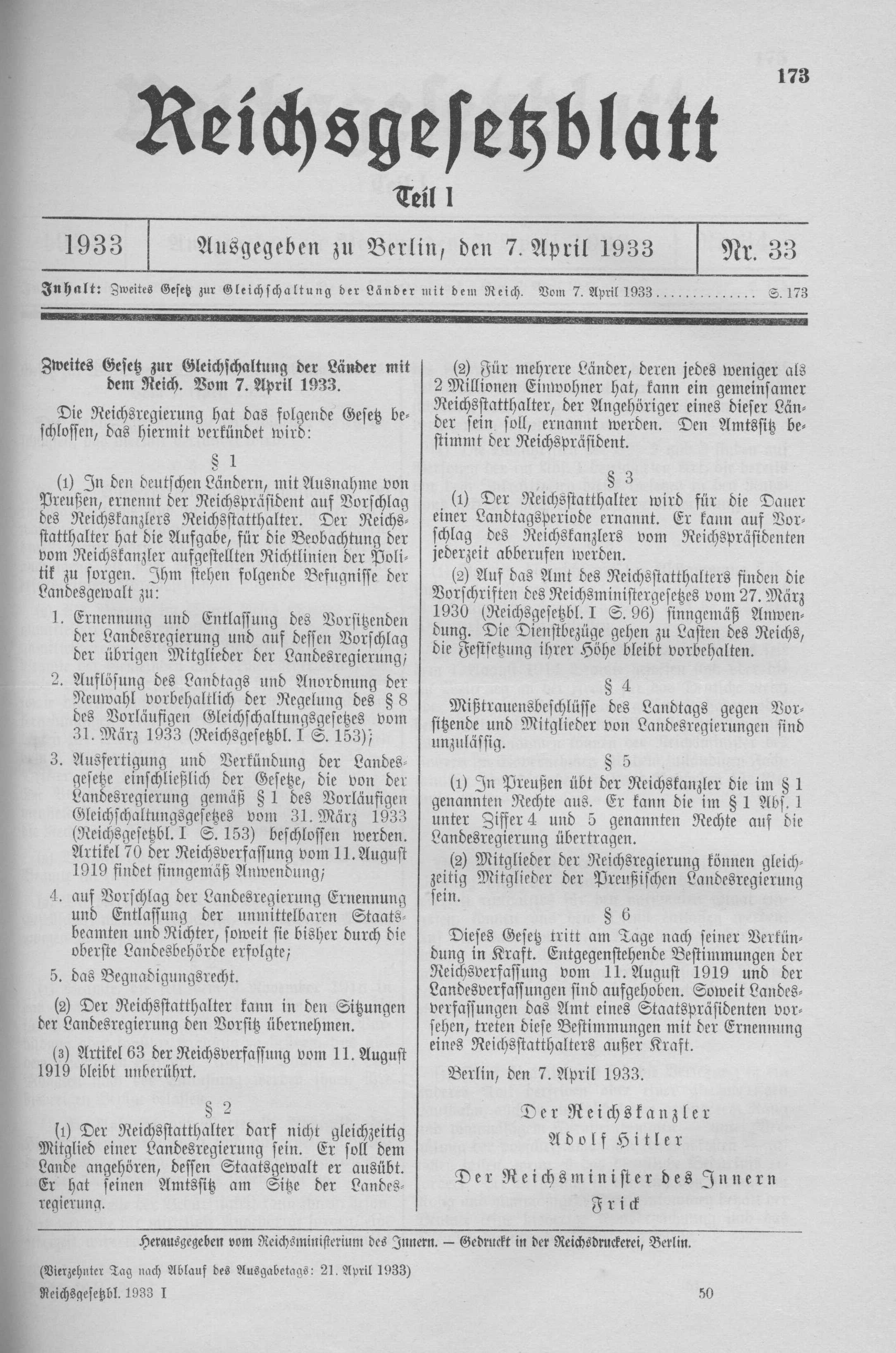
Promulgación de la Segunda Ley Provisional de Coordinación de los Estados con el Reich en el Reichsgesetzblatt el 7 de abril de 1933.

El gobierno nazi utilizó los poderes de emergencia que le otorgaba la Ley habilitante para emitir la "Ley Provisional sobre la Coordinación de los Estados con el Reich" el 31 de marzo de 1933. Este decreto disolvió los parlamentos estatales en funciones debidamente elegidos de los länder alemanes, excepto para el Landtag prusiano que fue elegido el 5 de marzo y que controlaban los nazis. Luego los reconstituyó basándose en los resultados electorales de las elecciones al Reichstag del 5 de marzo de 1933, excepto que los escaños obtenidos por el Partido Comunista fueron expresamente excluidos. Esta ley esencialmente anuló los resultados de las elecciones regionales más recientes y efectivamente instaló una mayoría funcional para los nazis y su aliado, el DNVP, en cada estado. La ley era una clara violación de la Constitución de Weimar.

## Aprobación de la (segunda) Ley Provisional
El 7 de abril de 1933, el gobierno del Reich promulgó la "Segunda Ley sobre la coordinación de los Estados con el Reich". Esta ley preveía el nombramiento por parte del Presidente del Reich, con el asesoramiento del Canciller del Reich, de un Reichsstatthalter (Gobernador del Reich) para supervisar el gobierno de cada estado. Estos nuevos funcionarios del gobierno central fueron encargados de garantizar que se observaran las directrices políticas formuladas por el Canciller del Reich. Estaban facultados para presidir las reuniones del gobierno estatal y nombrar y destituir a los ministros presidentes de los gobiernos estatales, así como a otros altos funcionarios y jueces. También podrían promulgar leyes estatales, disolver los parlamentos estatales, convocar nuevas elecciones y conceder indultos. Con estos nuevos funcionarios poderosos en el poder en mayo de 1933, pronto todos los gobiernos estatales estuvieron en manos de políticos nazis leales. La ley también prohibía específicamente las mociones de censura de los parlamentos estatales contra los ministros presidentes u otros miembros de los gobiernos estatales. La Segunda Ley también confirió específicamente la autoridad ejecutiva en Prusia como Reichsstatthalter directamente al Canciller del Reich, es decir, a Hitler.

## Acciones posteriores
- El 10 de abril de 1933, Hitler, actuando en su calidad de Reichsstatthalter de Prusia, nombró formalmente a Hermann Göring Ministro-presidente de Prusia (así como Ministro del Interior), reemplazando efectivamente a Papen, quien había ocupado el puesto de Reichskommissar del Reich prusiano en el gabinete de Hitler desde el 30 de enero.[15] (El 30 de junio de 1933, se promulgó un reglamento presidencial que derogaba formalmente el cargo de Reichskomissar prusiano.)[16] El 25 de abril de 1933, Hitler también delegó sus poderes como Reichsstatthalter prusiano en Göring.[17]
- El 18 de mayo de 1933, el Landtag de Prusia se reunió por última vez y aprobó una "Ley habilitante" que confería poderes legislativos de emergencia a la administración de Göring por un período de cuatro años.[18]
- El 30 de enero de 1934, el Reichstag aprobó la "Ley sobre la Reconstrucción del Reich". Esta ley abolió formalmente los parlamentos de los estados alemanes, subordinó las administraciones estatales al Reich y transfirió la soberanía de los estados al gobierno central. También colocó al Reichsstatthalter bajo la supervisión del Ministerio del Interior del Reich, asegurando un control más centralizado.[19]
- El Reichsrat, el órgano superior del parlamento alemán cuyos miembros eran nombrados por los gobiernos estatales para representar sus intereses en la legislación nacional, se volvió ahora superfluo. En dos semanas, el gobierno del Reich disolvió formalmente el Reichsrat al promulgar la "Ley sobre la Abolición del Reichsrat" el 14 de febrero de 1934.[20]
- A finales de 1934, todos los ministerios estatales prusianos, con excepción del Ministerio de Finanzas prusiano, se habían fusionado con los correspondientes ministerios del Reich.[21]

El federalismo en Alemania fue reemplazado de facto por un sistema unitario. Aunque los estados alemanes tal como estaban constituidos durante la República de Weimar continuarían existiendo de jure hasta la caída del régimen nazi al final de la Segunda Guerra Mundial, coexistieron como divisiones administrativas con los Gaue del Partido Nazi.